# Господар (фільм, 1970)
«Господар» (рос. «Хозяин») — радянський художній фільм, знятий  Михайлом Єршовим в 1970 році. Прем'єра фільму відбулася у вересні 1971 року.

## Сюжет
Матрос Іван Іванов мріє про роботу на легендарному Путиловському заводі. Після закінчення громадянської війни він приїжджає в Петроград будувати нове життя…

## У ролях
- Михайло Кокшенов —  Іван Іванов
- Маріанна Вертинська —  Тоня
- Євген Гвоздьов —  Сергій Миронович Кіров
- Тетяна Бєдова —  Олена Єфремівна
- Олексій Смирнов —  Варлаам
- Микола Федорцов — Костя Фомічов
- Костянтин Адашевський — Павло Андрійович Вікулов

## Знімальна група
- Художник: Михайло Іванов
- Режисер:  Михайло Єршов
- Оператор:  Анатолій Назаров
- Композитор: Владлен Чистяков
- Сценарій:  Василь Аксьонов,  Акиба Гольбурт